# 마르코 리시
마르코 리시(Marco Risi, 1951년 6월 4일 ~ )는 이탈리아의 영화 감독, 각본가, 영화 제작자이다. 영화 감독 디노 리시의 아들이다.

## 출연 작품
- 쓰리 터치스 (2014)
- 차 차 차 (2013)
- 포르타파시 (2009)